# Sylvester-sorozat

Az 1/2 + 1/3 + 1/7 + 1/43 + ... összeg 1-hez való konvergenciájának ábrázolása. Minden sorban k db négyzet van, 1/k oldalhosszúsággal, melyek területösszege 1/k, az összes négyzet pedig pontosan lefed egy nagyobb, 1 területű négyzetet. Az 1/1807 vagy kisebb oldalhosszúságú négyzetek nem szerepelnek az ábrán

A számelmélet területén a Sylvester-sorozat (vagy Sylvester-féle sorozat) olyan egész számokat tartalmazó sorozat, melynek első tagja a 2, és minden további tag az előző tagok szorzatánál 1-gyel nagyobb szám. Így az első néhány tagja:
2, 3, 7, 43, 1807, 3263443, 10650056950807, 113423713055421844361000443 (A000058 sorozat az OEIS-ben).
A Sylvester-sorozatot James Joseph Sylvester (1814–1897) brit matematikusról nevezték el, aki 1880-ban elsőként tanulmányozta azt. A sorozat tagjai dupla exponenciális sebességgel nőnek, a reciprokok sorösszege pedig gyorsabban tart 1-hez, mint bármely más egységtört-sorozat. A rekurzív definíció lehetővé teszi a sorozat tagjainak gyorsabb prímtényezőkre bontását a velük azonos nagyságrendű egész számokhoz képest, de a sorozat rendkívül gyors növekedése miatt így is csak az első néhány tagnak ismert a pontos felbontása. A sorozat felhasználható az 1 véges egyiptomitört-felbontásaihoz, a Szaszaki–Einstein-sokaságok (, ) konstruálásához és egyes bonyolultabb online algoritmusokban (olyan algoritmusok, amelyek a bemenetet nem egyszerre kapják meg, hanem több részben, a feldolgozási folyamat közben).

## Formális definíciók
A Sylvester-sorozat formális meghatározása:
{\displaystyle s_{n}=1+\prod _{i=0}^{n-1}s_{i}.}
Az üres szorzat értéke megegyezés szerint 1, ezért s0 = 2 a sorozat kezdőértéke.
Egy másik rekurzív definíció:
{\displaystyle s_{0}=2} és {\displaystyle \displaystyle s_{n+1}=s_{n}(s_{n}-1)+1} (minden {\displaystyle n\geq 0}-ra)
Könnyen megmutatható a két definíció egyenértékűsége (teljes indukcióval).

## Zárt alak, aszimptotikus viselkedés
A Sylvester-számok n függvényében dupla exponenciálisan nőnek. Megmutatható, hogy
{\displaystyle s_{n}=\left\lfloor E^{2^{n+1}}+{\frac {1}{2}}\right\rfloor ,}
egy E számra, ami körülbelül 1,264084735305302. Ez azt jelenti, hogy s0 az E2-hez legközelebb álló egész szám, s1 az E4-hez legközelebb álló egész szám, s2 az E8-hoz legközelebb álló egész szám stb.
Az előbbi képlet hatásában a következő algoritmussal egyezik meg: bármely sn-re, vedd E2-et, emeld négyzetre n-szer, majd vedd a hozzá legközelebbi egész számot. Ez viszont csak akkor lehetne praktikus algoritmus, ha az sn kiszámolásán, majd egymás utáni négyzetgyökvonásokon kívül lenne más módja is E meghatározásának.
A Sylvester-sorozat dupla exponenciális növekedése nem meglepő, ha összehasonlítjuk az {\displaystyle F_{n}=2^{2^{n}}+1} Fermat-számok sorozatával, hiszen a Fermat-számok az előbbi megszokott képlet mellett a Sylvester-sorozathoz hasonló módon is megadhatóak:
{\displaystyle F_{n}=2+\prod _{i=0}^{n-1}F_{i}.}

## Egyiptomi törtekkel való kapcsolatai
A Sylvester-sorozat reciprokai által kapott egységtörtek végtelen sora a következő:
{\displaystyle \sum _{i=0}^{\infty }{\frac {1}{s_{i}}}={\frac {1}{2}}+{\frac {1}{3}}+{\frac {1}{7}}+{\frac {1}{43}}+{\frac {1}{1807}}+\cdots .}
A sor részösszegeinek egyszerű alakja:
{\displaystyle \sum _{i=0}^{j-1}{\frac {1}{s_{i}}}=1-{\frac {1}{s_{j}-1}}={\frac {s_{j}-2}{s_{j}-1}},}
ami igazolható indukcióval, vagy akár közvetlen módon – belátva, hogy a rekurzióból következik az
{\displaystyle {\frac {1}{s_{i}-1}}-{\frac {1}{s_{i+1}-1}}={\frac {1}{s_{i}}}}
összefüggés, amivel teleszkopikus összegzést végezve:
{\displaystyle \sum _{i=0}^{j-1}{\frac {1}{s_{i}}}=\sum _{i=0}^{j-1}\left({\frac {1}{s_{i}-1}}-{\frac {1}{s_{i+1}-1}}\right)={\frac {1}{s_{0}-1}}-{\frac {1}{s_{j}-1}}=1-{\frac {1}{s_{j}-1}}.}
Mivel a részösszegek ezen {\displaystyle {\tfrac {s_{j}-2}{s_{j}-1}}} sorozata 1-hez konvergál, ezért a teljes sor az 1-nek végtelen egyiptomitört-reprezentációját adja:
{\displaystyle 1={\frac {1}{2}}+{\frac {1}{3}}+{\frac {1}{7}}+{\frac {1}{43}}+{\frac {1}{1807}}+\cdots .}
Az 1 bármilyen hosszú egyiptomitört-megfeleltetése megkapható a sorozat „levágásával”, majd az utolsó tört nevezőjéből 1 levonásával, például:
{\displaystyle 1={\tfrac {1}{2}}+{\tfrac {1}{3}}+{\tfrac {1}{6}},\quad 1={\tfrac {1}{2}}+{\tfrac {1}{3}}+{\tfrac {1}{7}}+{\tfrac {1}{42}},\quad 1={\tfrac {1}{2}}+{\tfrac {1}{3}}+{\tfrac {1}{7}}+{\tfrac {1}{43}}+{\tfrac {1}{1806}}\quad {\textrm {stb.}}}
Ez általánosan így néz ki egy tetszőleges k index esetén: {\displaystyle 1=\sum _{i=0}^{k-1}{\frac {1}{s_{i}}}+{\frac {1}{s_{k}-1}}}.
A végtelen sorozat első k tagjának összege adja a legközelebbi lehetséges alsó becslését 1-nek az összes k-tagú egyiptomi törtes sorozat között. Például az első négy tag összege 1805/1806, ezért bármely (1805/1806, 1) intervallumban lévő egyiptomitört-megfeleltetés legalább 5 elemet igényel.
A Sylvester-sorozat úgy is felfogható, mint egy egyiptomi törteket előállító mohó algoritmus , ami minden lépésben kiválasztja a lehető legkisebb nevezőt, amitől a sor részösszege még 1 alatt marad. Más megközelítésben a sorozat első tagjától tekinthető az ½ páratlan mohó felbontásának.

## Egyediség és racionális összegű gyorsan növő sorok
Amint azt Sylvester maga is megjegyezte, a Sylvester-sorozat egyedinek tűnik abban a tekintetben, hogy ilyen gyorsan növekvő értékek mellett a reciprokok összege racionális számhoz konvergál. A Sylvester-sorozat példát nyújt arra, hogy önmagában a dupla exponenciális növekedés nem elégséges feltétele a sorozat irracionális voltának.
Ha egy {\displaystyle a_{n}} sorozat elég gyorsan nő ahhoz, hogy
{\displaystyle a_{n}\geq a_{n-1}^{2}-a_{n-1}+1,}
és a {\displaystyle \sum {\frac {1}{a_{i}}}} sorozat egy A racionális számhoz konvergál, akkor egy bizonyos küszöbindextől kezdődően minden n indexre az {\displaystyle a_{n}} sorozatot ugyanazon
{\displaystyle a_{n}=a_{n-1}^{2}-a_{n-1}+1}
rekurrencia-szabály kell meghatározza, mint a Sylvester-sorozatot (Badea 1993).
(Erdős & Graham 1980) sejtése szerint az ilyen típusú eredményekben a sorozat növekedését korlátozó egyenlőtlenség lecserélhető a következő gyengébb feltételre:
{\displaystyle \lim _{n\rightarrow \infty }{\frac {a_{n}}{a_{n-1}^{2}}}=1.}
(Badea 1995) vizsgálta a sejtés megoldásának előrehaladását; lásd még (Brown 1979).

## Oszthatóság és prímfelbontások
Ha i < j, a definícióból következik, hogy {\displaystyle s_{j}\equiv 1\!\!\!{\pmod {s_{i}}}}. Ezért a Sylvester-sorozat bármely két tagja relatív prím. Továbbá a sorozat tagjainak egyetlen prímtényezője sem lehet kongruens 5-tel modulo 6. A sorozat segítségével bebizonyítható, hogy végtelen sok prímszám létezik (hiszen bármely prímszám a sorozat legfeljebb egy tagjának lehet osztója), sőt, sorozat segítségével az is bebizonyítható, hogy végtelen sok olyan prím létezik, ami kongruens 7-tel modulo 12.
A Sylvester-számok faktorizációjával kapcsolatban számos kérdés áll még nyitva. Nem ismert például, hogy minden tag négyzetmentes-e.
Ahogy (Vardi 1991) írja, könnyen meghatározható, hogy adott p melyik Sylvester-számnak osztója (ha osztója bármelyiknek): egyszerűen modulo p kell számítani a Sylvester-sorozat rekurrenciáját, amíg olyan számhoz nem érünk, ami kongruens 0-vel (mod p), vagy ismétlődő modulushoz. Ezzel a technikával az első 3 millió prímszám közül 1166 vagy 1167 prímosztóját találta meg a Sylvester-számoknak, melyek közül egyiknek a négyzete sem volt osztója Sylvester-számnak.
A Sylvester-számokat osztó prímszámok sűrűsége nulla az összes prímszám között: valóban, az x-nél kisebb ilyen prímek száma {\displaystyle O(\pi (x)/\log \log \log x)}.
A következő táblázat a Sylvester-számok prímtényezős felbontását mutatja be (kivétel az első 4 tag, amik prímek). Konvenció szerint Pn és Cn bizonyos n számjegyű prímszámokat, illetve összetett számokat jelölnek.
| n  | sn prímtényezői |
| -- | --- |
| 4  | 13 × 139 |
| 5  | 3263443, ami prím |
| 6  | 547 × 607 × 1033 × 31051                                                                                                 |
| 7  | 29881 × 67003 × 9119521 × 6212157481                                                                                     |
| 8  | 5295435634831 × 31401519357481261 × 77366930214021991992277                                                              |
| 9  | 181 × 1987 × 112374829138729 × 114152531605972711 × 35874380272246624152764569191134894955972560447869169859142453622851 |
| 10 | 2287 × 2271427 × 21430986826194127130578627950810640891005487 × P156                                                     |
| 11 | 73 × C416 |
| 12 | 2589377038614498251653 × 2872413602289671035947763837 × C785                                                             |
| 13 | 52387 × 5020387 × 5783021473 × 401472621488821859737 × 287001545675964617409598279 × C1600                               |
| 14 | 13999 × 74203 × 9638659 × 57218683 × 10861631274478494529 × C3293                                                        |
| 15 | 17881 × 97822786011310111 × 54062008753544850522999875710411 × C6618                                                     |
| 16 | 128551 × C13335 |
| 17 | 635263 × 1286773 × 21269959 × C26661                                                                                     |
| 18 | 50201023123 × 139263586549 × 60466397701555612333765567 × C53313                                                         |
| 19 | 775608719589345260583891023073879169 × C106685                                                                           |
| 20 | 352867 × 6210298470888313 × C213419                                                                                      |
| 21 | 387347773 × 1620516511 × C426863                                                                                         |
| 22 | 91798039513 × C853750 |

## Alkalmazásai
(Boyer, Galicki & Kollár 2005) a Sylvester-sorozat tulajdonságait használják fel arra, hogy nagy számú olyan Szaszaki-féle Einstein-sokaságot definiáljanak, melyek differenciális topológiája megegyezik a páratlan dimenziójú gömbökével vagy egzotikus gömbökével. Megmutatják, hogy a 2n − 1 dimenziós topologikus gömb különböző Szaszaki-féle Einstein-metrikája legalább arányos az sn-nel, így n-re nézve dupla exponenciálisan nő.
Ahogy (Galambos & Woeginger 1995) is lejegyezte, (Brown 1979) és (Liang 1980) a Sylvester-sorozatból vett értékekkel konstruált alsó korlátos példákat az online ládapakolási algoritmusokhoz. (Seiden & Woeginger 2005) hasonlóan használta fel a sorozatot egy kétdimenziós szabási feladat-algoritmus teljesítményének alsó korlátjának beállítására.
A Znám-probléma olyan számhalmazokkal foglalkozik, melyek közül bármelyik szám osztója az összes többi szám szorzata plusz 1-nek, de egyik szám sem azonos vele (tehát valódi osztója). Az utóbbi követelmény hiányában a Sylvester-sorozat értékei megoldásait adnák a problémának; a követelménnyel együtt más megoldásai vannak, melyek a Sylvester-sorozatéhoz hasonló rekurziókból származnak. A Znám-probléma megoldásainak a felületi szingularitások osztályozásában (Brenton and Hill 1988) és a nemdeterminisztikus véges állapotú automaták elméletében vannak alkalmazásai.
D. R. Curtiss (1922) leírja a k taggal való, egyhez legközelebbi közelítések egy alkalmazását a tökéletes számok osztószámának alsó korlátjának meghatározásában; (Miller 1919) ugyanezt a tulajdonságot használja bizonyos csoportok méretére vonatkozó alsó korlát meghatározására.